# Lista de divisões administrativas de segundo nível da Coreia do Norte
Esta é uma lista de todas as divisões administrativas da Coreia do Norte de segundo nível, incluindo "cidades", condados, distritos de trabalhadores, distritos, e regiões administrativas, organizado por província ou cidade diretamente governada.

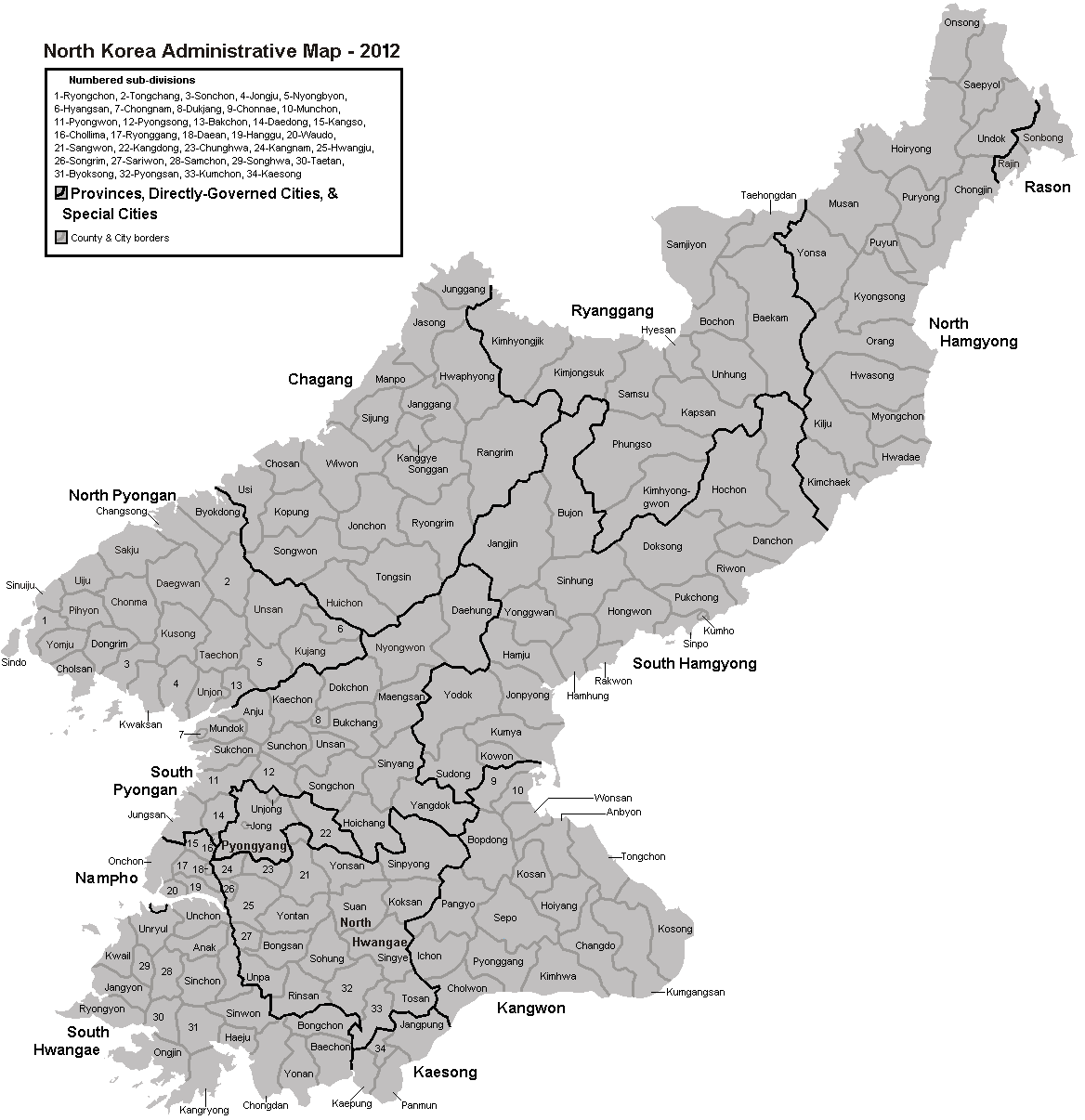
As divisões de segundo nível da Coréia do Norte a partir de 2012

## PyongyangCidade Diretamente Governada
- 18 regiões administrativas (guyok): Chung, Pyongchon, Potonggang, Moranbong, Sosong, Songyo, Tongdaewon, Taedonggang, Sadong, Taesong, Mangyongdae, Hyongjesan, Ryongsong, Samsok, Ryokpo, Rangnang, Sunan, Unjong
- 1 condado (kun): Kangdong

## RasonCidade Especial
- 1 região administrativa (guyok): Rajin
- 1 condado (kun): Sŏnbong

## Chagang
- 3 cidades (si): Kanggye, Hŭich'ŏn, Manp'o
- 15 condados (kun): Changgang, Chasŏng, Chŏnch'ŏn, Ch'osan, Chunggang, Hwap'yŏng, Kop'ung, Rangrim, Ryongrim, Sijung, Sŏnggan, Songwŏn, Tongsin, Usi, Wiwŏn

## Hamgyong Norte
- 3 cidades (si): Ch'ŏngjin, Hoeryŏng, Kimch'aek
- 12 condados (kun): Myŏnggan, Hwadae, Kilju, Kyŏngsŏng, Musan, Myŏngch'ŏn, Onsŏng, Ŏrang, Puryŏng, Kyŏngwŏn, Kyŏnghŭng, Yŏnsa

## Hamgyong Sul
- 4 cidades (si): Hamhŭng, Hŭngnam, Sinp'o, Tanch'ŏn
- 1 distrito (ku): Sudong
- 1 distrito (chigu): Kŭmho
- 15 condados (kun): Changjin, Chŏngp'yŏng, Hamju, Hŏch'ŏn, Hongwŏn, Kowŏn, Kŭmya, Pujŏn, Pukch'ŏng, Ragwŏn, Riwŏn, Sinhŭng, Tŏksŏng, Yŏnggwang, Yodŏk

## Hwanghae Norte
- 3 cidades (si): Sariwŏn, Kaesŏng (cidade com status especial/Região Industrial de Kaesong), Songrim
- 19 condados (kun): Changp'ung, Chunghwa, Hwangju, Kaep'ung, Kangnam, Koksan, Kŭmch'ŏn, Pongsan, P'yŏngsan, Rinsan, Sangwŏn, Singye, Sinp'yŏng, Sŏhŭng, Suan, T'osan, Ŭnp'a, Yŏnsan, Yŏnt'an

## Hwanghae Sul
- 1 cidade (si): Haeju
- 19 condados (kun): Anak, Chaeryŏng, Changyŏn, Ch'ŏngdan, Kangryong, Kwail, Ongjin, Paech'ŏn, Pongch'ŏn, Pyŏksŏng, Ryongyŏn, Samch'ŏn, Sinch'ŏn, Sinwŏn, Songhwa, T'aet'an, Ŭllyul, Ŭnch'ŏn, Yŏnan

## Kangwon
- 2 cidades (si): Munch'ŏn, Wŏnsan
- 1 região administrativa especial: Kŭmgangsan Kwan'gwangjigu (região turística)
- 15 condados (kun): Anbyŏn, Ch'angdo, Ch'ŏrwŏn, Ch'ŏnnae, Hoeyang, Ich'ŏn, Kimhwa, Kosan, Kosŏng, Kŭmgang, P'an'gyo, Pŏptong, P'yŏnggang, Sep'o, T'ongch'ŏn

## Pyongan Norte
- 3 cidades (si): Sinŭiju, Chŏngju, Kusŏng
- 22 condados (kun): Ch'angsŏng, Ch'ŏlsan, Ch'ŏnma, Hyangsan, Kujang, Kwaksan, Nyŏngbyŏn, Pakch'ŏn, P'ihyŏn, Pyŏktong, Ryongch'ŏn, Sakchu, Sindo, Sŏnch'ŏn, T'aech'ŏn, Taegwan, Tongch'ang, Tongrim, Ŭiju, Unjŏn, Unsan, Yŏmju

## Pyongan Sul
- 6 cidades (si): P'yŏngsŏng, Anju, Kaech'ŏn, Namp'o (cidade com status especial), Sunch'ŏn, Tŏkch'ŏn
- 1 distrito (ku): Ch'ŏngnam
- 2 distritos (chigu): Tŭkchang, Ungok
- 16 condados (kun): Chungsan, Hoech'ang, Maengsan, Mundŏk, Nyŏngwŏn, Pukch'ang, P'yŏngwŏn, Sinyang, Sŏngch'ŏn, Sukch'ŏn, Taedong, Taehŭng, Ŭnsan, Yangdŏk

## Ryanggang
- 1 cidade (si): Hyesan
- 11 condados (kun): Kapsan, Kimjŏngsuk, Kimhyŏnggwŏn, Kimhyŏngjik, Paegam, Poch'ŏn, P'ungsŏ, Samjiyŏn, Samsu, Taehongdan, Unhŭng